# Bobby Schenk
Pour les articles homonymes, voir Schenk.
 (novembre 2015).
Si vous disposez d'ouvrages ou d'articles de référence ou si vous connaissez des sites web de qualité traitant du thème abordé ici, merci de compléter l'article en donnant les références utiles à sa vérifiabilité et en les liant à la section « Notes et références ».
 (novembre 2015).
Bobby Schenk (né Florian Schenk le 10 mars 1939 à Munich) est un skipper allemand. Cet avocat de formation a publié de nombreux manuels de voile et carnets de voyage et s’est également fait connaître auprès du grand public grâce à ses conférences.

## Biographie
En 1967, Bobby Schenk acquiert un voilier GfK-Langkieler de type Ensign 34 et navigue avec sa femme Carla à travers le monde. À son retour, il devient procureur, puis juge. Il publie son premier livre, Fahrtensegeln, en 1975.
Avec son yacht en acier long de 15 mètres et baptisé Thalassa II, il reprend la mer et rejoint les mers du Sud. Il vit trois ans à Moorea. En 1983, il navigue avec sa femme Carla jusqu’à Tahiti, puis autour du Cap Horn, et fait escale à Marbella en Espagne.
Bobby Schenk est aussi un pilote privé. En 1989, il entreprend de voler au-dessus de l’Atlantique sud jusqu’à la Terre de Feu en avion monomoteur. Il repart ensuite au-dessus du Groenland pour rejoindre l’Europe. Pendant son séjour en Amérique du Sud, il navigue autour du Cap Horn.
En 1992, il navigue sur l’Atlantique jusqu’à la Barbade en utilisant des outils de navigation fabriqués avec le matériel disponible sur le bateau. Cette expérience le convainc qu’il n’est pas possible de voyager en se fiant uniquement aux étoiles et aux constellations. Cette thèse n’est pas sans controverse, puisque d’autres sont parvenus à voyager ainsi – par exemple, sous l’égide de la Polynesian Voyaging Society. Les frères français Emmanuel et Maximilien Berque disent avoir navigué en Atlantique Nord en ne s’aidant que des étoiles, et l’Américain Marvin Creamer prétend avoir fait le tour du monde sans instruments de navigation entre 1982 et 1984. 
Après avoir démissionné de ses fonctions de juge, Bobby Schenk prend la mer accompagné de sa femme. À bord du yacht Thalassa (un catamaran en PRV), ils sillonnent les mers du Sud jusqu’à l’Asie du Sud-Est. Au cours de ces dix ans de navigation, ils reviennent en Allemagne, dans leur résidence de Fürstenfeldbruck pour des séjours de plus en plus longs lors desquels ils assistent à des conférences et des salons nautiques. Leur aventure se termine en Malaisie où ils vendent le yacht. Bobby Schenk déclare alors être à la recherche d’un nouveau bateau monocoque.
Il fait partie des rares skippers allemands qui ont su commercialiser leurs expériences et livres avec succès, notamment via le fameux magazine spécialisé Yacht. Depuis des années, il organise au salon nautique de Hambourg des séminaires sur la croisière adressés aux skippers débutants.
Le site web de Bobby Schenk fait partie des sites germanophones consacrés à la navigation les plus visités. À l’image de la plupart de ses publications, les articles traitent le plus souvent des  équipements techniques pour bateaux de plaisance. 
Selon lui, ses livres auraient été vendus à environ 500 000 exemplaires et, dans certains cas, traduits dans près de dix langues. Son thème de prédilection est la navigation.
Depuis 1972, Bobby Schenk transmet en tant que radioamateur lors de ses voyages, avec l’indicatif DK8CL.

## Distinctions
- 1974 : médaille de voile Trans-Ocean
- 1974 : médaille d’or de la catégorie croiseur de la fédération allemande de voile pour ses voyages à voile
- 1993 : meilleur livre de voile de l’année pour Transatlantik in die Sonne
- 1995 : décoration du ministre-président bavarois pour ses contributions sur la sécurité en mer
- 1998 : titre honorifique de Ehrencommodore du Yacht Club Austria pour ses contributions chez les plus grands clubs de voile autrichiens
- 2004 : le magazine de voile Yacht inscrit Schenk dans la liste des 100 plus grands skippers de tous les temps
- 2011 : Prix d’honneur de la fédération autrichienne de voile en haute mer pour l’ œuvre de Carla et Bobby Schenk

## Œuvres

### Manuels
- Fahrtensegeln (BLV-Verlag München, 1976)
- Astronavigation – ohne Formeln – praxisnah (Delius Klasing, Bielefeld, 1977)
- Hafenmanöver (Delius Klasing, Bielefeld, 1978)
- Taschenrechner in der Navigation (Delius Klasing, Bielefeld, 1979)
- Yachtnavigation – vom Zirkel zum Gps (Delius Klasing, Bielefeld, 1981)
- Blauwassersegeln (Delius Klasing, Bielefeld, 1984)
- Navigation – nur zum Ankommen (Delius Klasing, Bielefeld, 1990)
- Navigieren mit GPS (Pietsch-Verlag, Stuttgart, 1996)
- Skipperfibel (Delius Klasing, Bielefeld, 2008)
- Ankern (Delius Klasing, Bielefeld, 2009)

### Récits de voyage, récits d’expérience, littérature
- Achtzigtausend Meilen und Kap Hoorn (Delius Klasing, Bielefeld, 1984)
- Freiheit hinterm Horizont – die klassische Weltumsegelung (Delius Klasing, Bielefeld, 1985)
- Segeln im Reich der Stürme (Delius Klasing, Bielefeld, 1990)
- Transatlantik in die Sonne (Delius Klasing, Bielefeld, 1993)
- Südseeträume (Delius Klasing, Bielefeld, 1999)
- Kleine Bettgeschichte für passionierte Segler von Ringelnatz, Schenk, Goethe, Heine, Walser u. a. (Bern-München, Scherz, 1994)
- Segeln lebenslänglich - Biografie eines großen Seglers von Bobby Schenk/Judith Duller-Mairhofer (Delius Klasing, Bielefeld, 2011)

### Vidéos
- Abenteuer Kap Hoorn (Videosail, Hanstedt, 1983)
- Mit der THALASSA um die Welt (Videosail, Hanstedt, 1984)
- Südseeträume (Delius Klasing, Bielefeld, 1999)

### Logiciels
- Naviprog 2000 (TEXAS INSTRUMENTS, 1988)
- Bobby Schenk’s YACHT-Computer (Delius Klasing, Bielefeld, 1984)
- Navtools + GPS (Delius Klasing, Bielefeld, 1986)
- Astronavigation komplett (Pietsch-Verlag, Stuttgart, 1994)
- Astro Classic (Delius Klasing, Bielefeld, 2000)
- Auf den Weltmeeren zu Hause – die Blauwasserreisen Bobby Schenk’s (Pietsch-Verlag, Stuttgart, 1998)
- HP-41C SCHENK MODUL (HP 82500B-E76)